# Кальяри (метрополитенский город)
Метрополитенский город Кальяри (итал. Città metropolitana di Cagliari, сард. Tzittadi metropolitana de Casteddu) — территориальная единица в автономной области Сардиния в Италии. 
Площадь 1248 км², население 420 668 человек (31 декабря 2020). 
Образован 4 февраля 2016 года из части упразднённой провинции Кальяри.
Центр территориальной единицы находится в собственно городе Кальяри. 

## Коммуны
В состав метрополитенского города входят 17 коммун.
| №     | Коммуна            | Площадь (км²) | Население 2020 (чел.) |
| ----- | ------------------ | ------------- | --------------------- |
| 1     | Кальяри            | 85,01         | 150 189               |
| 2     | Ассемини           | 118,17        | 26 174                |
| 3     | Капотерра          | 68,49         | 22 472                |
| 4     | Дечимоманну        | 27,72         | 8274                  |
| 5     | Эльмас             | 13,63         | 9273                  |
| 6     | Маракалагонис      | 101,37        | 7910                  |
| 7     | Монсеррато         | 6,43          | 19 380                |
| 8     | Пула               | 138,92        | 7136                  |
| 9     | Куарту-Сант-Элена  | 96,41         | 67 859                |
| 10    | Куартуччу          | 27,93         | 13 057                |
| 11    | Саррок             | 67,83         | 5163                  |
| 12    | Селарджус          | 26,67         | 28 702                |
| 13    | Сесту              | 48,29         | 20 862                |
| 14    | Сеттимо-Сан-Пьетро | 23,29         | 6818                  |
| 15    | Синнаи             | 223,91        | 17 061                |
| 16    | Ута                | 134,71        | 8676                  |
| 17    | Вилла-Сан-Пьетро   | 39,89         | 2151                  |
| всего | всего              | 1248,71       | 421 157               |

## Население

### Демография
По данным переписи 2011 года, население коммун, входящих в состав метрополитенского города Кальяри, составило 420 677 человек, а уже в 2017 году оно достигло 431 819, тем самым прирост составил 11 142 человека. Кальяри и Монсеррато - единственные муниципалитеты в регионе, где наблюдается демографический спад из-за оттока молодёжи в соседние города (в последние годы прослеживается тенденция переезда в Капотерру и Сесту) из-за более низкой цены на жильё. Увеличение населения в целом связано исключительно с миграционными притоками, как внутренними, так и внешними.

## Транспорт

### Общественный транспорт
- Функционирование сети автобусов и троллейбусов в провинции осуществляет АО «Consorzio Trasporti e Mobilità» (CTM), обслуживающее коммуны Кальяри, Куарту-Сант-Элена, Монсеррато, Куартуччу, Селарджус, Эльмас, Ассемини и Дечимоманну.
- В коммунах Кальяри, Монсеррато, Селарджус и Сеттимо-Сан-Пьетро существует трамвайное сообщение, управляемое АО «Azienda Regionale Sarda Trasporti» (ARST).
- Между коммунами работает рейсовый автобус под руководством АО «ARST».

### Железная дорога
- Железная дорога Кальяри — Гольфо-Аранчи
- Железная дорога Кальяри — Изили

### Воздушное сообщение
- Международный аэропорт Кальяри Элмас

### Морской транспорт
- Порт Кальяри

### Автомобильное сообщение
- SS 131 Карл Феликс E 25 соединяет Кальяри с Сассари и Порто-Торресом;
- SS 554 Кальяри играет роль кольцевой дороги вокруг агломерации, состоящей из коммун Кальяри, Монсеррато, Селарджус, Куартуччу и Куарту-Сант-Элена;
- SS 387 Джерреи соединяет Кальяри с Мураверой;
- SS 130 Иглезиас соединяет Кальяри с Иглезиасом;
- SS 125 Восточная Сардиния соединяет Кальяри с Палау;
- SS 195 Сульчис соединяет Кальяри с Сан-Джованни-Суэрджу.